# Jonas Andersen
Jonas Andersen (født 24. november 1999) er en dansk fodboldspiller, der spiller for Vejle Boldklub.

## Karriere

### Vejle Boldklub
Jonas Andersen fik pludseligt sit gennembrud i Vejle Boldklub, da han kom tilbage til klubben efter et år på efterskole. Han begyndte sin tid som U19-spiller på klubbens andethold, men kom i forårssæsonen på på U19-ligaholdet og endte 2016/2017-sæsonen i U19 Ligaen som topscorer i klubben med syv mål.
I sommeren 2017 blev Andersen rykket op i førsteholdstruppen til trods for, at han endnu ikke var seniorspiller. Han fik ligeledes en to-årig kontrakt. Den 6. august 2017 debuterede Andersen på klubbens førstehold mod Nykøbing FC, da han kom på banen i det 90. minut i stedet for Dominic Vinicius i en kamp, som VB vandt 4-1. Han scorede sit første mål for klubben i pokalkampen mod Allesø GF tre dage senere, da han bragte VB foran 2-0. Han spillede hele kampen, som klubben vandt 3-0.

## International karriere
Jonas Andersen har repræsenteret de danske ungdomslandshold på både U18 og U19-niveau. Han debuterede på U18-landsholdet den 8. juni 2017 mod Grækenland. Tre dage senere scorede han sit første landskampsmål i en 5-2-sejr - ligeledes mod Grækenland.